# Белльман, Хенрик
Хенрик Белльман (швед. Henrik Bellman; род. 24 марта 1999, Швеция) — шведский футболист, полузащитник клуба «Андерлехт».

## Клубная карьера
Начинал заниматься футболом в клубе «Куллавеген». В пятилетнем возрасте попал в школу главного клуба города — «Хельсингборга». В его составе прошёл через различные детские и юношеские команды. В 2018 году провёл один матч за команду академии клуба во втором шведском дивизионе. В декабре 2015 года перебрался в Данию, присоединившись к молодёжной команде столичного «Копенгагена». Вместе с ней выступал во внутренних турнирах, а также в сезоне 2018/2019 годов принимал участие в Юношеской лиге УЕФА.
В июле 2018 года вернулся в Швецию, где подписал контракт с «Эстерсундом», рассчитанный на четыре с половиной года. 5 октября дебютировал в чемпионате Швеции во встрече очередного тура против «Далькурда», появившись на поле на 90-й минуте вместо Денниса Видгрена. В августе 2019 года на правах аренды до конца сезона перешёл в норвежский «Левангер», где провёл одиннадцать встреч во втором норвежском дивизионе, но результативными действиями не отметился. По окончании аренды вернулся в «Эстерсундом», где стал получать больше игрового времени. По итогам сезона 2021 года вместе с командой занял предпоследнее место в турнирной таблице и вылетел в Суперэттан.

## Карьера в сборной
Выступал за юношеские сборные Швеции. В составе сборной до 17 лет принял участие в финальном турнире чемпионата Европы в Азербайджане. Белльман принял участие в четырёх встречах, в том числе и в четвертьфинальном матче с Нидерландами, где шведы уступили со счётом 0:1.

## Клубная статистика
| Выступление            | Выступление      | Выступление      | Лига | Лига | Кубки | Кубки | Конт. кубки | Конт. кубки | Итого | Итого |
| Клуб                   | Лига             | Сезон            | Игры | Голы | Игры  | Голы  | Игры        | Голы        | Игры  | Голы  |
| ---------------------- | ---------------- | ---------------- | ---- | ---- | ----- | ----- | ----------- | ----------- | ----- | ----- |
| Академия Хельсингборга | Дивизион 2       | 2015             | 1    | 0    | 0     | 0     | 0           | 0           | 1     | 0     |
| Академия Хельсингборга | Итого            | Итого            | 1    | 0    | 0     | 0     | 0           | 0           | 1     | 0     |
| Эстерсунд              | Алльсвенскан     | 2018             | 1    | 0    | 1     | 0     | 0           | 0           | 2     | 0     |
| Эстерсунд              | Алльсвенскан     | 2019             | 2    | 0    | 0     | 0     | 0           | 0           | 2     | 0     |
| Эстерсунд              | Алльсвенскан     | 2020             | 17   | 1    | 1     | 0     | 0           | 0           | 18    | 1     |
| Эстерсунд              | Алльсвенскан     | 2021             | 22   | 0    | 4     | 0     | 0           | 0           | 26    | 0     |
| Эстерсунд              | Итого            | Итого            | 42   | 1    | 6     | 0     | 0           | 0           | 48    | 1     |
| → ИФК Эстерсунд        | Дивизион 2       | 2018             | 1    | 0    | 0     | 0     | 0           | 0           | 1     | 0     |
| → ИФК Эстерсунд        | Итого            | Итого            | 1    | 0    | 0     | 0     | 0           | 0           | 1     | 0     |
| → Левангер             | Второй дивизион  | 2019             | 11   | 0    | 0     | 0     | 0           | 0           | 11    | 0     |
| → Левангер             | Итого            | Итого            | 11   | 0    | 0     | 0     | 0           | 0           | 11    | 0     |
| Всего за карьеру       | Всего за карьеру | Всего за карьеру | 55   | 1    | 6     | 0     | 0           | 0           | 61    | 1     |